# Andrographis paniculata
Andrographis paniculata, jednogodišnja ljekovita biljka iz porodice primogovki raširena po Indijskom potkontinentu i susjednim dijelovima Azije.

## Opis
A. paniculata je uspravna jednogodišnja biljka izrazito gorkog okusa u svim dijelovima. Biljka je poznata u sjeveroistočnoj Indiji kao Maha-tita, doslovno "kralj gorkih", i poznata pod raznim narodnim nazivima. Kao ayurvedska biljka poznata je kao Kalmegh ili Kalamegha, što znači "tamni oblak". Poznata je i kao Bhumi-neem, što znači "zemni neem", budući da biljka, iako je mala jednogodišnja biljka, ima sličan snažan gorak okus kao i veliko drvo Neem (Azadirachta indica). U Maleziji je poznata kao Hempedu Bumi, što doslovno znači 'žuč zemlje' jer je jedna od najgorčih biljaka koje se koriste u tradicionalnoj medicini. 

## Staništa
Raste po šumarcima, rubovima cesta, pustoši, otvorena pješčana mjesta i polja, ali također u monsunskim i tikovim šumama koje primaju samo 10-20% pune svjetlosti, na visinama od razine mora do 1600 metara. 

## Ljekovitost
Obično se koristi u tradicionalnom indijskom medicinskom sustavu, Ayurvedi. List i stabljika Andrographisa mogu djelovati stimulirajući imunološki sustav. Također može spriječiti viruse gripe da se vežu za stanice u tijelu. Ljudi je obično koriste za prehladu, osteoartritis, infekciju grla i krajnika te vrstu bolesti crijeva koja se naziva ulcerozni kolitis. 

## Sinonimi
- Andrographis paniculata var. glandulosa Trimen; J. Bot. 27: 165 (1889)
- Andrographis subspathulata C.B.Clarke; Hook.f. Fl. Brit. Ind. 4: 502 (1884)
- Justicia latebrosa Russell ex Wall.; Numer. List no. 2454 (1830)
- Justicia paniculata Burm.f.; Fl. Ind. 9 (1763)
- Justicia stricta Lam. ex Steud.; Nomencl. Bot., ed. 2, 1: 839 (1840)

- A. paniculata
- A. paniculata
- A. paniculata
- A. paniculata